# ロバート・G・エドワーズ
ロバート・ジェフリー・エドワーズ（英：Robert Geoffrey Edwards、CBE、1925年9月27日 - 2013年4月10日）は、イギリス出身の生物学者。ケンブリッジ大学名誉教授。ロンドン王立協会フェロー(FRS)。専門は生殖医学。特に体外受精(IVF)のパイオニアであり、イギリスの外科医パトリック・ステプトーとともに体外受精の技術を完成させ、1978年7月25日に世界初の試験管ベビーであるルイーズ・ブラウンを誕生させた。体外受精技術を確立した業績により2010年度ノーベル生理学・医学賞を受賞した。

## 経歴

### イギリス軍に従軍
リーズ出身。マンチェスター・セントラル・ハイスクールを卒業後、イギリス陸軍に入隊しヨルダン、エジプト、イラクで従軍。その後、ウェールズ大学の構成大学の1つであるバンガー大学で動物学の植物学専攻で学ぶ。バンガー大学卒業後はエジンバラ大学生物学部付属動物遺伝学研究所で研究を続け、1955年にPh.D.（博士号）を取得。1963年にケンブリッジ大学に移る。

### 体外授精の研究
1960年頃からヒトの受精に関する研究を始め、ケンブリッジ大学に移ってからも後の体外受精につながる基礎研究を続けた。1968年、実験室におけるヒト卵細胞の受精に成功し、オールダムの産婦人科学外科医であるパトリック・ステプトーとの共同研究を開始した。エドワーズは人工授精や初期胚の培養を可能にするための培養基を開発し、ステプトーは卵管性不妊症患者の卵母細胞を腹腔鏡を用いて採取した。彼らの研究には生命倫理や宗教の観点から反対意見も根強かった 。

### ルイーズ・ブラウンの誕生
1978年7月25日23時47分、オールダム総合病院において世界初の体外授精児であるルイーズ・ブラウンが誕生し、不妊に悩む夫婦が子供を得る新たな道を切り開いた。

## その後

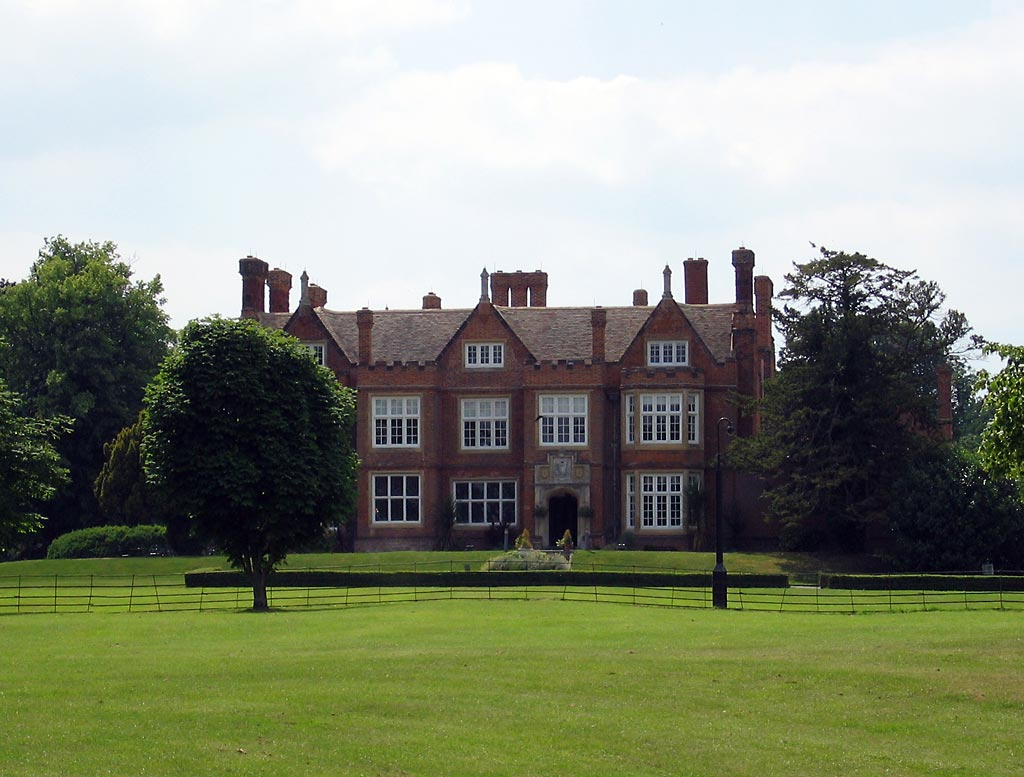
Bourn Hall Clinic

技術の進歩により妊娠率は向上し、2010年時点で約400万人の体外受精児が産まれたといわれる。エドワーズとステプトーの開発した体外受精の研究は、その後のさらなる発展、たとえば顕微授精(ICSI)や着床前診断(PGD)、そして幹細胞研究などの土台となった。2人は研究をさらに推し進める施設として、そして新たな専門家を育てる施設として1980年にケンブリッジシャーにBourn Hall Clinic(:en:)を設立した。現在までに6,000人を超える体外授精児を誕生させるなど世界をリードする不妊治療施設となっている。
ステプトーは1988年に死去したが、エドワーズは学者として、そして著名な医学誌の編集者として精力的に活動を続けた。

## 受賞
- 1984年 - 王立協会フェローに選出。
- 1989年 - キング・ファイサル国際賞医学部門
- 2001年 - ラスカー・ドゥベーキー臨床医学研究賞[1]（不妊治療に革命的な進歩をもたらした体外受精技術の開発）
- 2007年 - デイリー・テレグラフの「存命する天才100人」の26位に選ばれる[8]。
- 2010年 - ノーベル生理学・医学賞[4]（体外受精技術の開発）。選考委員会は不妊症の治療を進歩させた功績を評価し、特に体外受精児が通常の子供と同様に健康であることを重視した[9]。ストックホルムのカロリンスカ研究所にある選考委員会の議長、ヨーラン・ハンソン(:en:)博士はエドワーズの受賞を発表した[9]。ルイーズ・ブラウンはこの受賞に対して「素晴らしいニュースです」とコメントを寄せた[10]。しかし、ローマ法王庁はこの受賞に対して不快感を表明した[10][11][12]。

## 主な著書
- Steptoe, P. C. & Edwards, R. G. (1978). “Birth after the reimplantation of a human embryo”. The Lancet 312 (8085):  366. doi:10.1016/S0140-6736(78)92957-4.